# Hemipenthes velutina

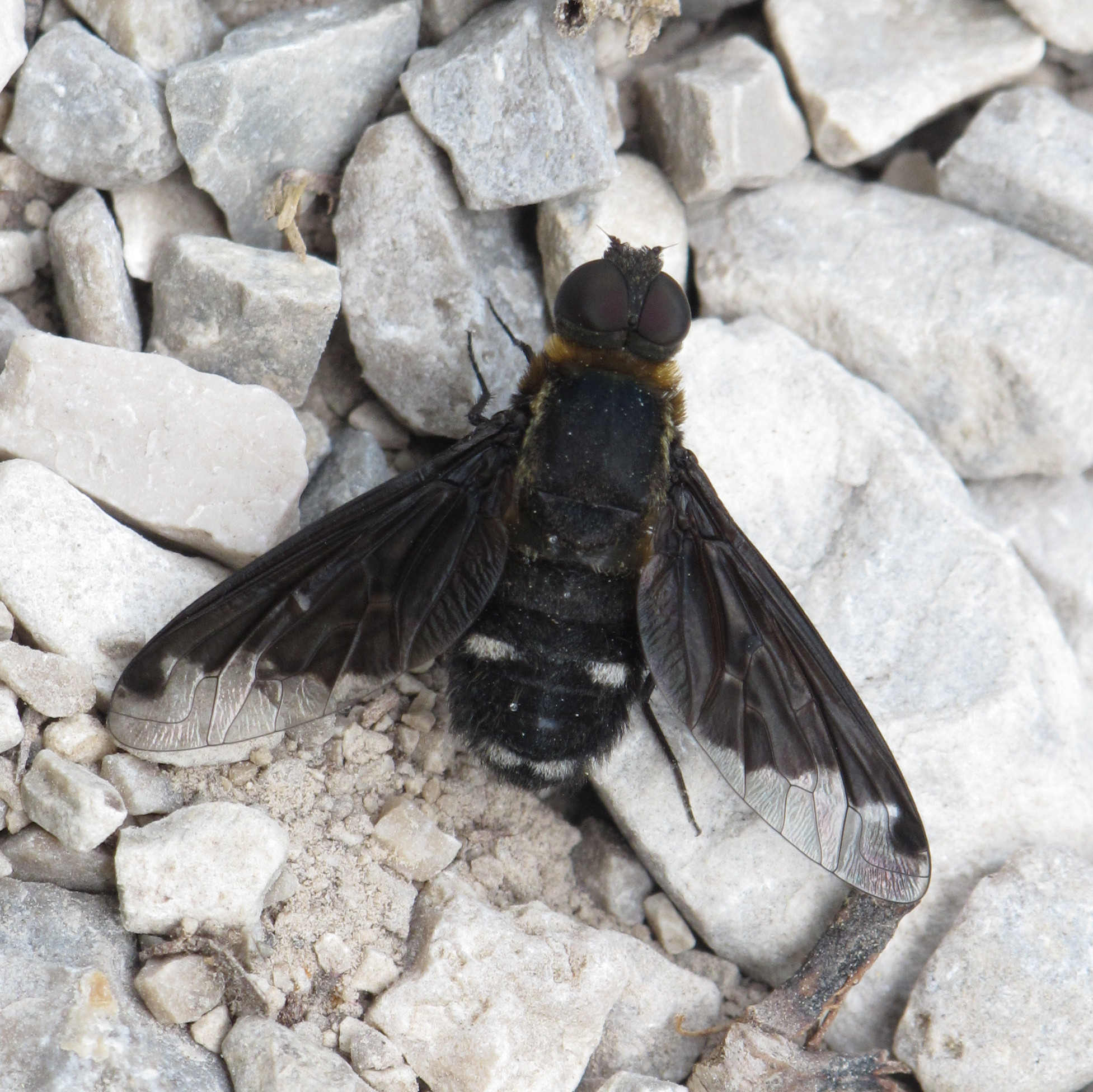
Hemipenthes velutina

La Hemipenthes velutina (Meigen, 1820) es una especie de insecto díptero braquícero de la familia bombyliidae.
Mide unos 10 milímetros de longitud. Es uno de los dípteros más frecuentes de la península ibérica.

## Morfología
Su cuerpo es enteramente negro, cubierto de pelos oscuros y cortos, y de tonos anaranjados en la zona del tórax. En el abdomen se caracteriza por llevar un par de franjas blancas, que la distinguen de la Hemipenthes morio.

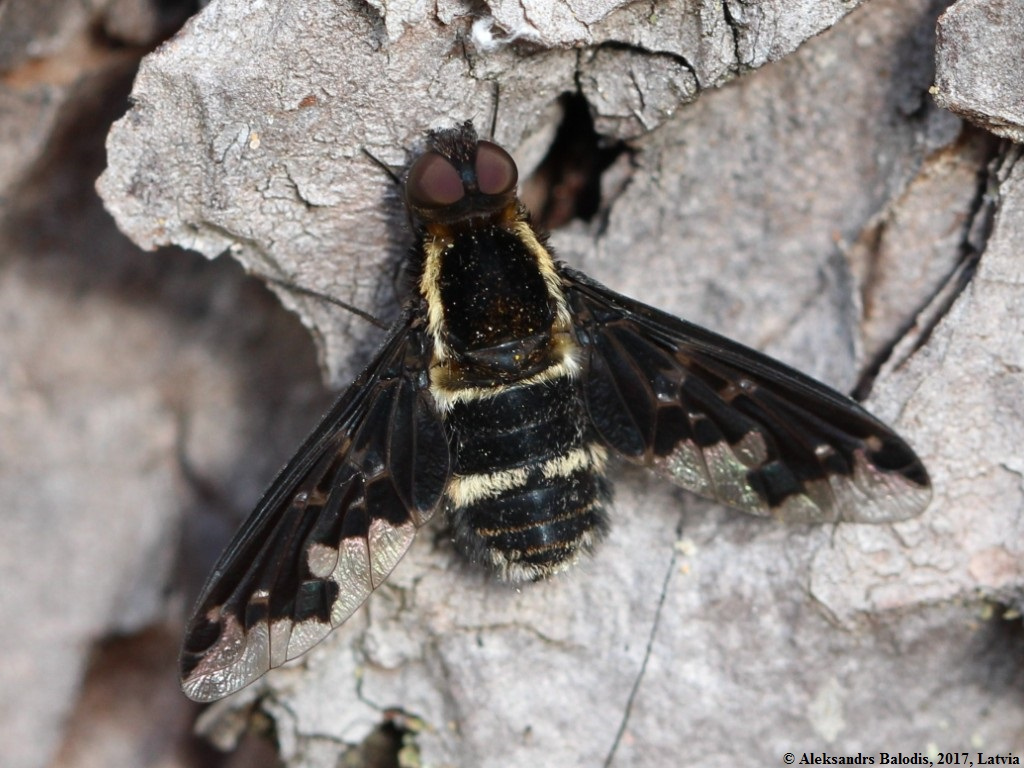
Hemipenthes maura

Además, posee un par de alas membranosas de tonos negros, con un pequeño trozo en el final semitrasparente. Diferenciándose de la especie de mosca (Hemipenthes maura) en que esta última presenta, en la parte negra de sus alas, una forma más irregular. Produciéndose una especie de protuberancia en la zona trasparente del ala.

## Alimentación
Los adultos (También llamados imagos) se alimentan del néctar de las flores gracias a su corta probóscide.

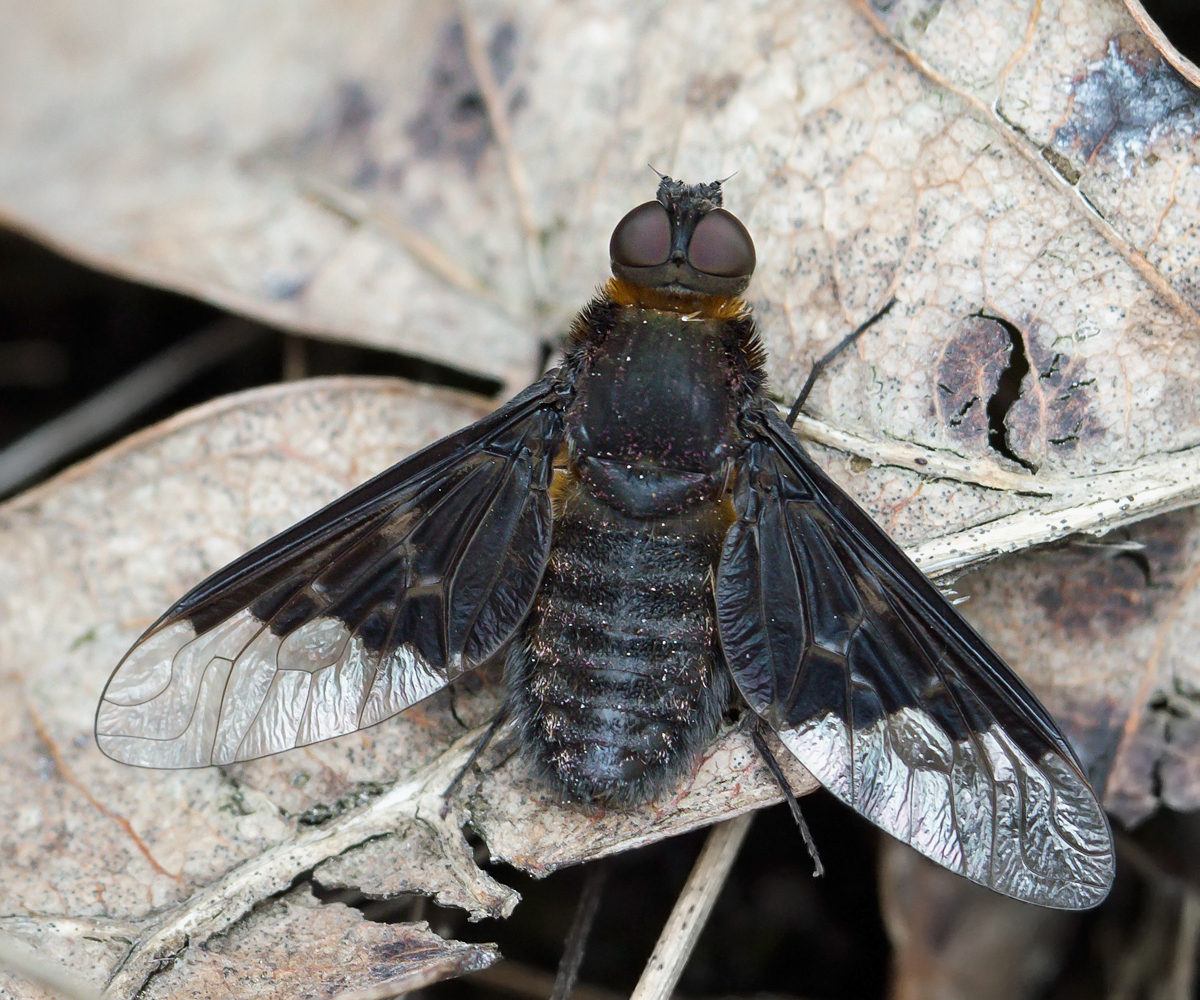
Hemipenthes morio

Las larvas por otra parte, son parásitas de larvas de otros Himenópteros, Coleópteros y Ortópteros, entre otros insectos.
Y de hecho, esta especie es considerada como hiperparásita, ya que algunas especies de larvas de avispas que parasitan, son a su vez parasitoides de otros insectos.

## Distribución
Este díptero se distribuye a través de casi tosa Europa (En la zona Centro y Meridional), también en Oriente Medio y hasta Pakistán.

## Especies parecidas
-Hemipenthes maura
-Hemipenthes morio